# Fyllnadsval
Fyllnadsval är speciella val som ska välja någon till en valbar plats som har blivit ledig mellan allmänna val. Detta händer vanligtvis när en ledamot har dött eller avgått, eller när en ledamot har blivit fråntagen sin plats efter att till exempel ha begått ett brott.
Begreppet används på samma sätt i föreningar då en förtroendevald behöver ersättas under sin mandatperiod. För att slippa ordna extra val kan suppleant väljas på förhand, vilket också är fallet vid val till den franska nationalförsamlingen. 

## Svenska förhållanden
I proportionella val baserade på partilistor, som i Sverige, hålls inte fyllnadsval då en tom plats normalt fylls med nästa person på listan (som tackar ja till mandatet och inte är obehörig, t ex pga bostadsort). Före proportionalismens genomslag genomfördes regelmässigt fyllnadsval till tomma mandat. Till första kammaren hölls också fyllnadsval fram till dess avskaffande 1970, som då tillsattes som vid ordinarie (indirekta) val, normalt med majoritetsomröstning till den lediga platsen (ordinarie proportionell metod om flera mandat var lediga samtidigt). Samma metod skulle dock användas, med allmänt val i valkretsen ifråga, om en plats i andra kammaren blev ledig och inte kunde fyllas från en lista; alltså om mängden valda översteg kandidater som kunnat och velat besitta mandatet. Skulle detta ske idag torde mandatet då vara obesatt och församlingens storlek i realiteten minska, vilket regelbundet händer på kommunal nivå.

## Fyllnadsval i enmansvalkretsar
Fyllnadsval används i de flesta politiska system som har enmansvalkretsar, bland annat i Storbritannien, Kanada, andra länder i Samväldet och Frankrike. I Storbritannien kallas fyllnadsval by-election och sker efter att en plats (ett mandat) i underhuset från en valkrets har blivit ledig. Dock, om en plats bliv ledig snart före ett planerade allmänna val, det finns vanligtvis ej fyllnadsval och platsen återstår ledig till allmänna valet.
I USA kallas det special elections och hålls om ett mandat i kongressen eller i en delstats parlament är ledigt och det är minst sex månader till nästa allmänna val. I Frankrike väljs dock deputerade normalt med en ersättare (adjoint), ungefär som en vicepresident, vars roll är att inta dennes plats; först om denne också blivit skild från uppdraget (eller om båda två samtidigt drabbas av exempelvis en bilolycka eller attentat) hålls fyllnadsval.
Fyllnadsval används ofta i så kallade MMP-valsystem (engelska: mixed member proportional representation) för att fylla lediga mandat i enmansvalkretsar (som till exempel i Tyskland och Nya Zeeland), däremot inte till de platser som tillsätts med listor.

## Fyllnadsval i flermansvalkretsar
När ett mandat i en flermansvalkrets i ett proportionellt valsystem blir ledigt, kan ett fyllnadsval antingen hållas bara för den platsen, eller för alla mandat i valkretsen. Skottland och Nya Zeeland använder fyllnadsval i sina flermansvalkretsar. Om endast ett mandat fylls får valet samma karaktär som majoritetsval, om än med "instant-runoff voting" (alternativt två omgångar). 
Single transferable vote (STV) kan också använda fyllnadsval för att fylla lediga mandat, men då används Instant-runoff voting (i Storbritannien och Irland Alternative vote) istället för majoritetsval. Denna typ av fyllnadsval används i Republiken Irland.
I "Single transferable vote "(STV) kan man även räkna om rösterna från det förra valet och överflytta rösterna för ledamoten som har avgått till väljarnas andra preferens (benämns "countback"; används till exempel i Tasmanien), dvs att valet "förlängs" från det senaste resultatet med den avgångne ledamöten borttagen, vilket blir en sorts alternativ till partilistornas "näste man/kvinna på tur", eller att lämna mandatet obesatt, och har gemensamt med det förra alternativet att väljarnas redan lagda preferens räknas.

## Den politiska betydelsen av fyllnadsval
De flesta fyllnadsval ändrar inte den rådande balansen inom parlamentet, och har därför ofta lägre valdeltagande än allmänna val. Men ibland kan majoriteten för regeringen vara så liten att flera förlorade fyllnadsval kan leda till minoritetsregering eller till och med en förlorad förtroendeomröstning.
Ofta hålls flera fyllnadsval samtidigt för att spara pengar eller för att förlänga tidsfristen innan valet. 1978 i Kanada hölls 15 fyllnadsval på samma dag. Massmedia kallade det för ett "mini-val" och betraktade det som ett prov på den liberala regeringens popularitet ett år innan det nästa allmänna valet.
Politiker och medier betraktar ofta fyllnadsval som viktiga tecken. Därför kan politiker med hög rang hjälpa till med sitt partis kandidats valkampanj. Ett exempel är fyllnadsvalet i brittiska Dunfermline and West Fife (9 februari, 2006), där finansminister Gordon Brown hjälpte Labour-kandidaten Catherine Stihler. Å andra sidan är fyllnadsval ofta dåliga indikatorer på det nationella politiska läget. Lokala frågor och kandidaternas karaktär är ofta viktigare än stora nationella frågor. Det ovan nämnda valet i Dunfermline and West Fife-valkretsen illustrerar detta: liberaldemokraterna vann valet (de fick 35,8% av rösterna, en stor förbättring från 20,2% som de fick i förra valet). Nationellt hade dock liberaldemokraterna förlorat stöd i landet som helhet under veckorna innan valet enligt opinionsundersökningar .